# Kadal (film, 2013)
Pour plus de détails, voir Fiche technique et Distribution.
Kadal (கடல்) est un film dramatique indien, produit et réalisé par Mani Ratnam, sorti en 2013.
L'histoire du film dans un village de pêcheurs où vit un jeune homme pris entre les mailles d'un prêtre bienveillant et d'un armateur crapuleux.

## Synopsis
Thomas (Gautham Karthik), est un jeune orphelin qui a grandi « dans la rue ». Bergamans (Arjun) est un trafiquant d'armes. Sam Fernandez (Arvind Swamy) est prêtre et veut aider les gens du village, ceux qui n'ont personne. Et Béatrice (Thulasi Nair), la jeune fille dont Thomas est amoureux. Au cœur de ce village de pêcheurs banal, va se révéler face à des réalités révoltantes.

## Fiche technique
Sauf indication contraire, les informations mentionnées dans cette section peuvent être confirmées par la base de données cinématographiques IMDb,  présente dans la section « Liens externes ».
- Titre original : கடல் (Kaṭal)
- Titre français : Kadal
- Titre anglais : The Sea
- Réalisation : Mani Ratnam
- Scénario : Mani Ratnam, Jeyamohan
- Dialogues : Jeyamohan
- Décors : A. Sreekar Prasad
- Costumes : Eka Lakhani
- Photographie : Rajiv Menon
- Musique : A.R. Rahman
- Paroles : Aaryan Dinesh Kanagaratnam, Madhan Karky, Vairamuthu
- Production : Manohar Prasad, Mani Ratnam
- Société de production : Madras Talkies
- Sociétés de distribution : Gemini Film Circuit
- Budget de production : 500 000 000 ₹
- Pays d'origine :  Inde
- Langues : Tamoul
- Format : Couleurs - 2,35:1 - DTS / Dolby Digital / SDDS - 35 mm
- Genre : Drame, mélodrame, policier, romance
- Durée : 164 minutes (2 h 44)
- Dates de sorties en salles :

France : 1er février 2013
Inde : 1er février 2013

## Distribution
- Gautham Karthik : Thomas
- Saran : Thomas, enfant
- Arjun : Bergmans
- Arvind Swamy : Sam Fernandez
- Thulasi Nair : Béatrice
  - Baby Rakshana : Béatrice, enfant
- Lakshmi Manchu : Célina
- Ponvannan : Chetty Barnabass
- Singampuli : Clarence
- Kalairani : la mère supérieure
- Guru Somasundharam : Kovil Kutty
- Vinodhini Vaidynathan : Chandi Mary
- Eka Lakhani : l'épouse de Bergman